# Fechtweltmeisterschaften 1965
Die 19. Fechtweltmeisterschaft fand 1965 in Paris statt. Es wurden acht Wettbewerbe ausgetragen, sechs für Herren und zwei für Damen.

## Herren

### Florett, Einzel
| Platz | Land | Sportler           |
| ----- | ---- | ------------------ |
| 1     | FRA  | Jean-Claude Magnan |
| 2     | FRA  | Daniel Revenu      |
| 3     | URS  | German Sweschnikow |

### Florett, Mannschaft
| Platz | Land        | Sportler                                                                                |
| ----- | ----------- | --------------------------------------------------------------------------------------- |
| 1     | Sowjetunion | German Sweschnikow, Wiktor Putjatin, Mark Midler, Juri Scharow, Juri Sissikin           |
| 2     | Polen       | Egon Franke, Adam Lisewski, Janusz Różycki, Zbigniew Skrudlik, Witold Woyda             |
| 3     | Frankreich  | Jacky Courtillat, Jean-Claude Magnan, Christian Noël, Daniel Revenu, Pierre Rodocanachi |

### Degen, Einzel
| Platz | Land | Sportler      |
| ----- | ---- | ------------- |
| 1     | HUN  | Zoltán Nemere |
| 2     | GBR  | Bill Hoskyns  |
| 3     | URS  | Guram Kostawa |

### Degen, Mannschaft
| Platz | Land                   | Sportler                                                                             |
| ----- | ---------------------- | ------------------------------------------------------------------------------------ |
| 1     | Frankreich             | Yves Boissier, Jacques Brodin, Claude Bourquard, Yves Dreyfus, Jacques Guittet       |
| 2     | Vereinigtes Königreich | Nicholas Halsted, William Hoskyns, Peter Jacobs, Allan Jay, John Pelling             |
| 3     | Sowjetunion            | Wladimir Donjin, Bruno Habārovs, Guram Kostawa, Hryhorij Kriss, Alexei Nikantschikow |

### Säbel, Einzel
| Platz | Land | Sportler        |
| ----- | ---- | --------------- |
| 1     | POL  | Jerzy Pawłowski |
| 2     | HUN  | Miklós Meszéna  |
| 3     | HUN  | Zoltán Horváth  |

### Säbel, Mannschaft
| Platz | Land        | Sportler                                                                                     |
| ----- | ----------- | -------------------------------------------------------------------------------------------- |
| 1     | Sowjetunion | Umjar Mawlichanow, Mark Rakita, Nugsar Assatiani, Jakow Rylski, Boris Melnikow               |
| 2     | Italien     | Giampaolo Calanchini, Wladimiro Calarese, Pierluigi Chicca, Paolo Narduzzi, Cesare Salvadori |
| 3     | Frankreich  | Claude Arabo, Robert Fraisse, Jacques Lefèvre, Marcel Parent, Jean Ramez                     |

## Damen

### Florett, Einzel
| Platz | Land | Sportlerin          |
| ----- | ---- | ------------------- |
| 1     | URS  | Galina Gorochowa    |
| 2     | ROU  | Olga Szabó-Orbán    |
| 3     | URS  | Walentina Prudskowa |

### Florett, Mannschaft
| Platz | Land        | Sportlerinnen                                                                                           |
| ----- | ----------- | --- |
| 1     | Sowjetunion | Galina Gorochowa, Walentina Prudskowa, Walentina Rastworowa, Nadeschda Kondratjewa, Tazzjana Samussenka |
| 2     | Rumänien    | Ileana Gyulai, Ecaterina Iencic, Olga Szabó-Orbán, Suzana Tasi, Maria Vicol                             |
| 3     | Italien     | Bruna Colombetti, Maria Angela Fissone, Giulia Lorenzoni, Giovanna Masciotta, Antonella Ragno           |